# Dick Last
Dick Last (* 3. Februar 1969) ist ein ehemaliger schwedischer Fußballtorwart, der im Jahre 2009, im Alter von 40 Jahren, seine Karriere als Aktiver beendete.

## Laufbahn
Last begann seine Laufbahn bei Munkedals IF. Über IK Oddevold kam der Torwart zu IFK Norrköping. 1998 wechselte er zum Ligakonkurrenten IFK Göteborg. Von dort ging er zu Vejle BK nach Dänemark, kehrte aber bald nach Göteborg zurück. 
Seit 2000 steht Last bei Örgryte IS unter Vertrag. Auch nach dem Abstieg am Ende der Spielzeit 2006 spielt er für den Klub in der Superettan.
Last, der dreimal bei Nachwuchsländerspielen im Tor stand, kam bei der 2:3-Niederlage gegen die portugiesische Landesauswahl am 16. Oktober 2002 zu seinem einzigen A-Länderspieleinsatz, als er in der Halbzeitpause für Andreas Isaksson eingewechselt wurde.